# Han Lamers
Han Lamers, né le 22 novembre 1984 à Eindhoven, Pays-Bas, est un philologue classique. Il est professeur de philologie classique à l'Université d'Oslo et directeur de l'Institut norvégien de Rome.

## Biographie
Lamers étudie la philologie classique à l'Université de Leyde et l'Histoire de l'art à la KU Leuven. Il obtient son doctorat en 2013 à l'Université de Leyde grâce à sa thèse sur l'Hellénisme identitaire des érudits byzantins en Italie du Quattrocento, sous la direction d'Ineke Sluiter et d'Anthony Grafton. Depuis 2025, il dirige l'Institut norvégien de Rome.
Il est également co-éditeur de la revue académique Symbolae Osloenses: Norwegian Journal of Greek and Latin Studies, qui publie des articles en anglais, français, italien et allemand.
Les recherches de Lamers portent sur l'histoire culturelle du grec ancien et du latin après l'Antiquité, notamment à la Renaissance et à l'époque moderne, ainsi que sur l'histoire des idées. Il dirige plusieurs projets de recherche internationaux. Lamers a également publié des éditions critiques de textes néo-latins (Manilius Cabacius Rallus) et a traduit des textes du grec byzantin en néerlandais (Manuel Chrysoloras et Laonicos Chalcondyle).

## Ouvrages (sélection)
- Lamers, Han. Greece Reinvented: Transformations of Byzantine Hellenism in Renaissance Italy. Brill’s Studies in Intellectual History 247. Leiden et Boston, Mass.: Brill, 2015 (ISBN 978-90-04-29755-5)
- Lamers, Han, et Bettina Reitz-Joosse. The Codex Fori Mussolini: A Latin Text of Italian Fascism. Edited with Introduction, Commentary and Translation. Bloomsbury Studies in Classical Reception. London: Bloomsbury Academic, 2017 (ISBN 978-1-4742-2695-0)
- Lamers, Han. Afterlife of Antiquity: Anton Springer (1825-1891) on the Classical Tradition. With a Translation of « Das Nachleben der Antike im Mittelalter ». Studies in Iconology 15. Leuven: Peeters, 2019.  (ISBN 978-90-429-3878-6)
- Constantinidou, Natasha, et Han Lamers, éd. Receptions of Hellenism in Early Modern Europe: 15th-17th Centuries. Brill’s Studies in Intellectual History 303. Leiden et Boston: Brill, 2019 (ISBN 978-90-04-40246-1)
- Lamers, Han, Bettina Reitz-Joosse, et Valerio Sanzotta, éd. Studies in the Latin Literature and Epigraphy in Italian Fascism. Louvain: Leuven University Press, 2020 (ISBN 978-94-6166-312-2)
- Lamers, Han. The Latin Poems of Manilius Cabacius Rallus of Sparta. On Longing, Fortune, and Displacement. A Critical Edition with Annotations and a Translation. Renaissance Society of America Texts and Studies Series 21. Leiden et Boston, Mass.: Brill, 2024 (ISBN 978-90-04-54898-5)